# Valerio Adami
Valerio Adami (ur. 17 marca 1935 w Bolonii) – włoski malarz, tworzący w stylu pop-art.
Studiował malarstwo w Accademia di Belle Arti di Brera (Akademii Sztuk Pięknych di Brera) w Mediolanie. W 1955 roku wyjechał do Paryża, tam spotkał Roberto Mattę i Wifredo Lama, którzy wywarli znaczny wpływ na jego twórczość. W 1959 roku w Mediolanie miała miejsce jego pierwsza indywidualna wystawa. Jego pierwsze prace nawiązywały do ekspresjonizmu.
W 1986 roku w Centre Georges Pompidou została zorganizowana retrospektywna wystawa jego twórczości.